# Appleseed (filme)
Appleseed é um filme que se passa num mundo distópico, onde acabou de ocorrer uma guerra não-nuclear. A guerra durou muito tempo, de forma que ainda existem soldados pelo mundo que não sabem que acabou. Um desses soldados é Deunan Knute, a protagonista do filme.
No início do filme, ela está se defendendo de outros soldados quando um terceiro grupo entra e a captura. Esse grupo pertence a cidade, chamada Olympus que sobreviveu a guerra. A cidade é controlada por um supercomputador, Gaia, regido por sete anciões, The Seven Wisest Men. Metade da população da cidade é Bioroid, um tipo de clone, criados para que a sociedade fique mais estável.
Nesta cidade, a protagonista reencontra um ex-amante chamado Briareos. Antes soldado, ele agora é um ciborgue e por isso Deunan desconfia que ele não é mais a mesma pessoa que ela conhecia.
De acordo com a evolução da trama, a protagonista se envolve entre os personagens Bioroids e humanos extremistas, Briareos entre eles, que querem derrubar o governo.

## Dados Técnicos
Título  : Appleseed
Duração: 107 minutos
Diretor  : Aramaki Shinji
Estúdio  : Digital Frontier
Distribuição :  Geneon Entertainment
Lançamento  : 2004

## Trilha Sonora
Tema de Abertura: Good Luck by Basement Jaxx
Tema de Encerramento: Anthem by Boom Boom Satellites
Bandas:
- Akufen
- Atom
- Basement Jaxx
- Boom Boom Satellites
- Carl Craig Vs ADULT
- Paul Oakenfold
- Ryuichi Sakamoto
- T. Raumschmiere